# Inazawa

Inazawa (稲沢市; -shi)  é uma cidade japonesa localizada na província de Aichi.
Em 2003 a cidade tinha uma população estimada em 101 031 habitantes e uma densidade populacional de 2 089,58 h/km². Tem uma área total de 48,35 km².
Recebeu o estatuto de cidade a 1 de Novembro de 1958.

## Cidades-irmãs
- Olímpia, Grécia
- Chifeng, China